# Париевка (Погребищенский район)
Париевка (укр. Паріївка) — село на Украине, находится в Погребищенском районе Винницкой области.
Код КОАТУУ — 0523480602. Население по переписи 2001 года составляет 157 человек. Почтовый индекс — 22255. Телефонный код — 4346.
Занимает площадь 0,79 км².

## Адрес местного совета
22255, Винницкая область, Погребищенский р-н, с. Андрушевка, ул. Калинина, 2а